# Kimiko Glenn
Kimiko Glenn, née à Phoenix en Arizona, est une actrice de télévision et de cinéma américaine.
Elle se fait connaître du grand public pour son rôle de Brook Soso dans la série Orange Is the New Black.

## Biographie
Kimiko Glenn est née à Phoenix, Arizona, où elle a grandi avec sa sœur Amanda, et leurs parents, Mark et Sumiko. Son père, Mark, est d'origine allemande, irlandaise et écossaise tandis que sa mère, Sumiko, est d'origine japonaise. À l'âge de dix ans, elle commence à faire du théâtre au "Valley Youth Theatre", où elle commence à développer son amour pour la représentation.
À mi-chemin en première année d'université au conservatoire de Boston, elle se lance dans la première tournée nationale de la comédie musicale L'Éveil du printemps (Spring Awakening). Après deux ans de tournée, elle décide finalement de s'installer à New York. En 2013, elle a eu un rôle décisif en tant que détenue du pénitencier de Litchfield, Brook Soso, dans la série de comédie dramatique de Netflix, Orange Is the New Black, pour laquelle elle a reçu les Screen Actors Guild Awards en 2014, 2015 et 2016 pour la meilleure distribution pour une série télévisée comique.
En 2014, elle est apparue dans le clip de musique réalisé par Lena Dunham, I Wanna Get Better pour le groupe Bleachers.
Par la suite, en 2016, Glenn a joué le rôle de Liv Kurosawa dans le film dramatique-thriller Nerve, réalisé par Henry Joost et Ariel Schulman et basé sur le roman  éponyme pour jeunes adultes. Elle a également joué le rôle de Dawn Pinkett dans la production transférée à Broadway de la comédie musicale Waitress de Sara Bareilles et Jessie Nelson à Broadway . Les représentations en avant-première ont commencé le 25 mars 2016 au Brooks Atkinson Theatre, et le spectacle a officiellement ouvert ses portes le 24 avril.
En 2018, Glenn a commencé à jouer le rôle de Harlow dans la web-série comique Liza on Demand, créée par Liza Koshy avec Travis Coles. En 2019, elle est invitée en tant qu'animatrice aux côtés de Nev Schulman pour un épisode dans l'émission Catfish : fausse identité diffusée sur MTV.
En 2021, Glenn incarne la voix de Izzy Moonbow dans le film d'animation My Little Pony : Nouvelle Génération de Robert Cullen et Jose Ucha.
En 2023, Glenn prête sa voix à Kiff Chatterley, le personnage principal de la série originale animée Kiff de Disney Channel et créée par Lucy Heavens et Nic Smal .
Elle est en couple avec l'acteur Sean Grandillo.

## Filmographie

### Cinéma
- 2012 : Galaxy Comics (court métrage) : Tina
- 2012 : Nous York : Vendeuse
- 2013 : Hairbrained : la fille guillerette
- 2015 : Construction : Erin
- 2016 : Nerve : Liv
- 2018 : Tel père (Like Father) : Geena
- 2018 : Spider-Man: New Generation (Spider-Man : Dans le Spider Verse) : Peni Parker / SP//dr (voix)
- 2019 : Un secret bien gardé (Can You Keep A Secret ?) de Elise Duran : Gemma
- 2020 : Voyage vers la Lune (Over the Moon) : Tante Mei / Lulu (voix)
- 2021 : My Little Pony : Nouvelle Génération (My Little Pony: A New Generation) : Izzy Moonbow (voix)
- 2023 : Spider-Man : Across the Spider-Verse : Peni Parker / SP//dr (voix)

### Télévision
- 2013 : Holding Patterns (téléfilm) : Daisy
- 2014-2019 : Orange Is the New Black (série télévisée) : Brook Soso (44 épisodes)
- 2014 : New York, unité spéciale (Law and Order: Special Victims Unit) (série télévisée) : Lily Deng (saison 15, épisode 23)
- 2015 : Broad City (série télévisée) : Caissière (1 épisode)
- 2016-2019 : BoJack Horseman (série animée) : Stefani Stilton (8 épisodes) (voix)
- 2016 : Ours pour un et un pour t'ours (We Bare Bears) (série animée) : Samantha (1 épisode) (voix)
- 2016 : High Maintenance : Kimiko (1 épisode)
- 2017-2021 : La Bande à Picsou (Ducktales) (série animée) : Lena (récurrent) (voix)
- 2017 : Princesse Sofia ( 	Sofia the First) (série animée) : Cinder (1 épisode) (voix)
- 2017-2018 : Voltron, le défenseur légendaire (Voltron: Legendary Defender) (série animée) : Général Ezor (récurrent) (voix)
- 2018 : The Guest Book (série télévisée) : Nikkie (récurrent)
- 2018 : Drunk History (série télévisée) : Maya Lin (1 épisode)
- 2018-En cours : La Colo magique (Summer Camp Island) (série animée) : Margot (8 épisodes) (voix)
- 2018-2020 : Elena d'Avalor (Elena of Avalor) (série animée) : Tomiko  (2 épisodes) (voix)
- 2019 : Carmen Sandiego (série animée) : Paperstar (récurrent) (voix)
- 2019 : Les Aventures de la tour Wayne (Welcome to the Wayne) (série animée) : Katherine-Alice (2 épisodes) (voix)
- 2019 : Catfish : fausse identité (Catfish: TV Show) (émission télévisée) : elle-même (1 épisode)
- 2019 : La Garde du Roi lion (The Lion Guard) (série animée) : Chuluun  (6 épisodes) (voix)
- 2020 : Baby Shark : l'aventure sous l'eau (Baby Shark's Big Show!) (série animée) : Baby Shark
- 2021 : Centaurworld (en) (série animée) : Horse (10 épisodes) (voix)
- 2021 : Star Wars: Visions (série animée) : Kara (version anglophone - épisode Le Neuvième Jedi) (voix)
- 2022 : Bubulle Guppies (série animée) : Bébé requin (épisode Une aventure requincroyable !) (voix)
- 2023 : Les Goldberg (The Goldbergs) (série télévisée) : Lauren (2 épisodes Moms Need Other Moms et Uptown Boy) (voix)
- 2023 : Kiff (sére animée) : Kiff Chatterley (voix)
- 2024 : Hazbin Hotel (série animée) :  Niffty (récurrent) / Susan (épisode Hello Rosie) (voix)